# Žaucer
Žaucer je priimek več znanih Slovencev:
- Adriana Žaucer
- Matjaž Žaucer (*1945), fizik, bibliotekar
- Pavle Žaucer (1914—1986), agronom, politik, diplomat...
- Rok Žaucer (*1974), jezikoslovec
- Tadej Žaucer (*1972), arhitekt-urbanist